# Чхаидзе, Роберт
Роберт Чхаидзе (22 июля 1972, Батуми) — грузинский политический, государственный и общественный деятель.

## Биография
В 1994 году окончил инженерно-строительный факультет Грузинского технического университета.
В 2003 получил степень магистра в области экономики и права в Высшей финансовой школе Батуми.
В 1999—2004 годах — руководил департаментом в Министерстве финансов Аджарии.
В 2005—2007 был вице-мэром Батуми, с 8 по 14 сентября 2007 — первый заместитель мэра, исполняющий обязанности главы городского головы.
С 2007 по 2012 год — мэр Батуми. Покинул должность в преддверии выборов 1 октября 2012 года в связи с выдвижением его правящей партией «Единое национальное движение» кандидатом в депутаты Верховного совета Аджарии. Выборы в ВС Аджарской АР проходили одновременно с выборами в парламент Грузии.